# Estación de San Antonio (Texas)
San Antonio es una estación de trenes que se encuentra en San Antonio, Estados Unidos. La estación es atendida por el Sunset Limited y el Texas Eagle, líneas de trenes que conectan a Nueva Orleans y Chicago con Los Ángeles.

## Historia
Amtrak utilizó anteriormente la histórica estación Southern Pacific (SP), también conocida como Sunset Station. Fue diseñado por el arquitecto de Daniel J. Patterson con el estilo Spanish Mission Revival y construido en 1902. La estación de tren se incluyó en el Registro Nacional de Lugares Históricos en 1975.
Amtrak trasladó sus operaciones en 1998 a un depósito más pequeño que se construyó junto a la antigua estación Sunset. Bajo su propietario, VIA Metropolitan Transit, la histórica estación Sunset se sometió a una extensa restauración y ahora sirve como un complejo de entretenimiento. La estación también es vecina del Alamodome y la estación de tránsito Robert Thompson.
Desde septiembre de 2008, ha estado bajo el cuidado de voluntarios del Museo del Patrimonio Ferroviario de San Antonio.